# Agave tubulata
Agave tubulata  es una especie de planta suculenta perteneciente a la antigua familia de las agaváceas ahora subfamilia Agavoideae. Es originario del Caribe.

## Descripción
Tiene las hojas anchamente lanceoladas, alcanzando los 60-90 cm de altura y 15-20 cm de ancho; la espina terminal es de 2 mm de ancho. El escapo de 2-5 m. Los pedicelos de aproximadamente 10 mm. Las flores de 3-3.5 cm; tubo del perianto de 6-8 mm; segm. de 12 mm; filamentos de aproximadamente 25 mm. Cápsula anchamente oblonga. Semillas de 5-6 mm y 3-4 mm de ancho.

## Distribución y hábitat
Especie endémica de Pinar del Río y La Habana en Cuba, creciendo en paredones. 

## Taxonomía
Agave tubulata fue descrito por William Trelease  y publicado en Memoirs of the National Academy of Sciences 11: 45, t. 99, f. 2, t. 100. 1913.
Etimología
Agave: nombre genérico que fue dado a conocer científicamente en 1753 por el naturalista sueco Carlos Linneo, quien lo tomó del griego Agavos. En la mitología griega, Ágave era una ménade hija de Cadmo, rey de Tebas que, al frente de una muchedumbre de bacantes, asesinó a su hijo Penteo, sucesor de Cadmo en el trono. La palabra agave alude, pues, a algo admirable o noble.
tubulata: epíteto latino que significa "con forma de tubo".
Sinonimia
- Agave ekmannii[4][5][6]